# سن روي
سن روي هي لاعبة هوكي الجليد صينية، ولدت في 14 مايو 1982.

## وصلات خارجية
- سن روي على موقع EliteProspects.com (الإنجليزية)
- سن روي على موقع Eurohockey.com (الإنجليزية)
- سن روي على موقع أوليمبيديا (الإنجليزية)
- سن روي على موقع اللجنة الأولمبية الصينية (الإنجليزية)